# Helena Dobrovoljc
Helena Dobrovoljc (ur. 1 października 1971 w Kranju) – słoweńska językoznawczyni, słowenistka. Zajmuje się współczesnym językiem słoweńskim (zwłaszcza językiem literackim), normatywistyką, ortografią i leksykografią. Prowadzi portal „Jezikovna svetovalnica”, zajmujący się poradnictwem językowym.

## Życiorys
W 1995 r. uzyskała dyplom w dziedzinie języka słoweńskiego i literatury słoweńskiej na Wydziale Filozoficznym Uniwersytetu Lublańskiego. Edukację kontynuowała na tej samej uczelni; w 2001 r. otrzymała magisterium na podstawie pracy Pereča pravopisna vprašanja slovenskega knjižnega jezika od Škrabca do danes, a w 2004 r. obroniła rozprawę doktorską pt. Preverba slovenske teorije jezikovne naravnosti ob slovenskem (obliko)skladenjskem gradivu.
W 1995 r. została zatrudniona w Instytucie Języka Słoweńskiego im. Frana Ramovša. W 2008 r. zaczęła wykładać na Wydziale Humanistycznym Uniwersytetu w Novej Goricy. 

## Wybrana twórczość
- Slovenski pravopisni priročnik z vidika norme in predpisa (2002)
- Pravopisje na Slovenskem (2004)
- Slovenska teorija jezikovne naravnosti s slovenskim (obliko)skladenjskim gradivom (2005)
- Pojav obratne zaznamovanosti (markedness reversal) pri obravnavi slovenskih števnikov s stališča slovenske teorije jezikovne naravnosti (2002)
- Primerjalne skladenjske zgradbe s stališča slovenske teorije jezikovne naravnosti (2005)
- Specializirani pravopisni priročnik (Predstavitev izhodišč, zasnove, ciljev in vzorčnih redakcij) (współautorstwo, 2008)
- Jezik v e-poštnih sporočilih in vprašanja sodobne normativistike (2008)
- Vpliv variantnega predpisa na jezikovno rabo (Šest let po izidu Slovenskega pravopisa 2001) (2008)